# Institut français du Royaume-Uni
L’Institut français du Royaume-Uni est un centre culturel assurant la promotion de la langue et de la culture françaises à Londres et dans le reste du Royaume-Uni. Il constitue un établissement doté de l'autonomie financière relevant de l'Ambassade de France à Londres et fait partie du réseau coordonné par l'Institut français à Paris.
Son directeur est le conseiller culturel de l'ambassade.

## Histoire[1]
Fondé en 1910 (il a fêté en 2010 son centenaire) à l'initiative de Marie d'Orliac sous le nom d'université des lettres françaises, l’Institut français du Royaume-Uni est l’un des plus anciens des 150 instituts et centres culturels français présents dans le monde. Il fonctionne à partir de 1913 avec le soutien de l'université de Lille à laquelle il est rattaché. Pendant la Première Guerre mondiale, face à l’afflux de réfugiés français et belges, l’Institut français ouvre ses classes aux enfants de ces familles, ouvrant le chemin au futur lycée français de Londres, financé par Emile Mond (en), le London City Council, le War Refugees Committee puis les gouvernements français et belges.
L’établissement déménage à plusieurs reprises avant l'achèvement de la construction (en 1939) de l'actuel bâtiment Art déco, aujourd'hui classé, dans Queensbury Place, South Kensington.
Pendant la guerre, les activités continuèrent au ralenti, l'institut, alors dirigé par Denis Saurat, contribuant à l'activité de la France libre de diverses manières, notamment en donnant des cours d'anglais aux Français venus à Londres, et en utilisant la bibliothèque pour la diffusion d'ouvrages et de périodiques. Une partie de ses locaux est occupée par le quartier général des Forces aériennes françaises libres.
L'Institut reprit ensuite son essor, après son intégration, comme les autres instituts français, au sein de la direction générale des affaires culturelles et techniques du ministère des Affaires étrangères. Le lycée devient autonome en 1963 et les cours de l'institut se limitent à l'enseignement du français langue étrangère. 
Des personnalités illustres y sont invitées, parmi lesquelles Jean-Louis Barrault, Madeleine Renaud, Abel Gance, Darius Milhaud, Valery Larbaud, Jean Renoir, Eugène Ionesco, Alain Robbe-Grillet et Jacques Lacan.

## Activités
L’Institut accueille environ 200 000 visiteurs par an, dont 7 000 étudiants.
Outre ses activités d'enseignement, l'IFRU encourage la coopération éducative, favorise la création contemporaine (arts visuels, musique et théâtre) et soutient la diversité culturelle. 
Le Ciné lumière rénové et équipé du système numérique a été inauguré en janvier 2009 par Catherine Deneuve  Sa programmation Arts et essais lui permet de présenter des films français, francophones et étrangers (dont la production ou la coproduction est française, en particulier des films européens). Il fait partie du réseau Europa (41 pays, 654 villes, 1 088 salles, 2 684 écrans). Il accueille également de nombreux festivals au cours de l'année, en particulier le LFF (London Film Festival) organisé par le BFI (British Film institute), le Festival du film italien (Cinema. Made in Italy), le Festival du film iranien, Le UK Jewish Film , le Festival du film espagnol... 
Sa médiathèque récemment totalement rénovée (2016) abrite sur 3 niveaux 50 000 documents (livres, DVD, CD, livres audios, presse), avec un secteur jeunesse sur deux niveaux (sur Harrington road). Libre d'accès, elle est liée à la plateforme digitale Culturthèque qui donne accès à 190 000 ressources en ligne sur tout le Royaume-Uni sans abonnement. Elle accueille également des conférences (écrivains, essayistes, historiens, philosophes) et des concerts. 
Ouvert à un public jeune (séances spéciales pour les écoles britanniques, séances de cinéma à 5 £ pour les moins de 25 ans), l'Institut français organise chaque année le South Ken Kids Festival où auteurs, illustrateurs jeunesse diffusés en France et au Royaume-Uni rencontrent un public jeune pendant plusieurs jours (ateliers créatifs, séances de cinéma, "drawing duos", "spectacles dessinés", signatures, musique et vente de livres en français et en anglais).